# Municipio de Lincoln (condado de Worth)
El municipio de Lincoln (en inglés: Lincoln Township) es un municipio ubicado en el condado de Worth en el estado estadounidense de Iowa. En el año 2010 tenía una población de 1669 habitantes y una densidad poblacional de 17,81 personas por km².

## Geografía
El municipio de Lincoln se encuentra ubicado en las coordenadas 43°17′57″N 93°11′58″O / 43.29917, -93.19944. Según la Oficina del Censo de los Estados Unidos, el municipio tiene una superficie total de 93.71 km², de la cual 93,69 km² corresponden a tierra firme y (0,01 %) 0,01 km² es agua.

## Demografía
Según el censo de 2010, había 1669 personas residiendo en el municipio de Lincoln. La densidad de población era de 17,81 hab./km². De los 1669 habitantes, el municipio de Lincoln estaba compuesto por el 97,66 % blancos, el 0,54 % eran afroamericanos, el 0,18 % eran amerindios, el 0,24 % eran asiáticos, el 0,48 % eran de otras razas y el 0,9 % eran de una mezcla de razas. Del total de la población el 2,16 % eran hispanos o latinos de cualquier raza.